# Лафорж, Луи де
Луи́ де Лафо́рж (фр. Louis de La Forge; 1632 год, Ла-Флеш — 1666 год, Сомюр) — французский медик и философ-картезианец XVII века; друг Декарта, чью философскую систему он позаимствовал; автор переведённого на латинский язык сочинения «Трактат о духовном мире человека» (Tractatus de mente humana, 1664), где он строит психологию по Декарту, объясняя взаимоотношение души и тела с точки зрения окказионализма.

## Издания
- «Трактат о духовном мире человека» (Traité de l’esprit de l’homme et de ses facultés ou fonctions et de son union avec le corps, Amsterdam, 1664)